# Cabo Espichel
Koordinaten: 38° 24′ 50″ N, 9° 13′ 19,7″ W
Das Cabo Espichel ist eine Landspitze oder ein Kap an der portugiesischen Atlantik-Küste, knapp 40 km westlich der Stadt Setúbal bzw. ca. 45 km südlich von Lissabon, auf der sich ein Leuchtturm (um 1790 erbaut) und ein  Kloster mit der barocken Wallfahrtskirche Nossa Senhora do Cabo und ehem. Pilgerunterkünften befinden. 
Das Kap ist der südliche Punkt für den Trichter der Tejo-Mündung. Das Gegenstück auf der Nordseite ist das Cabo da Roca. 

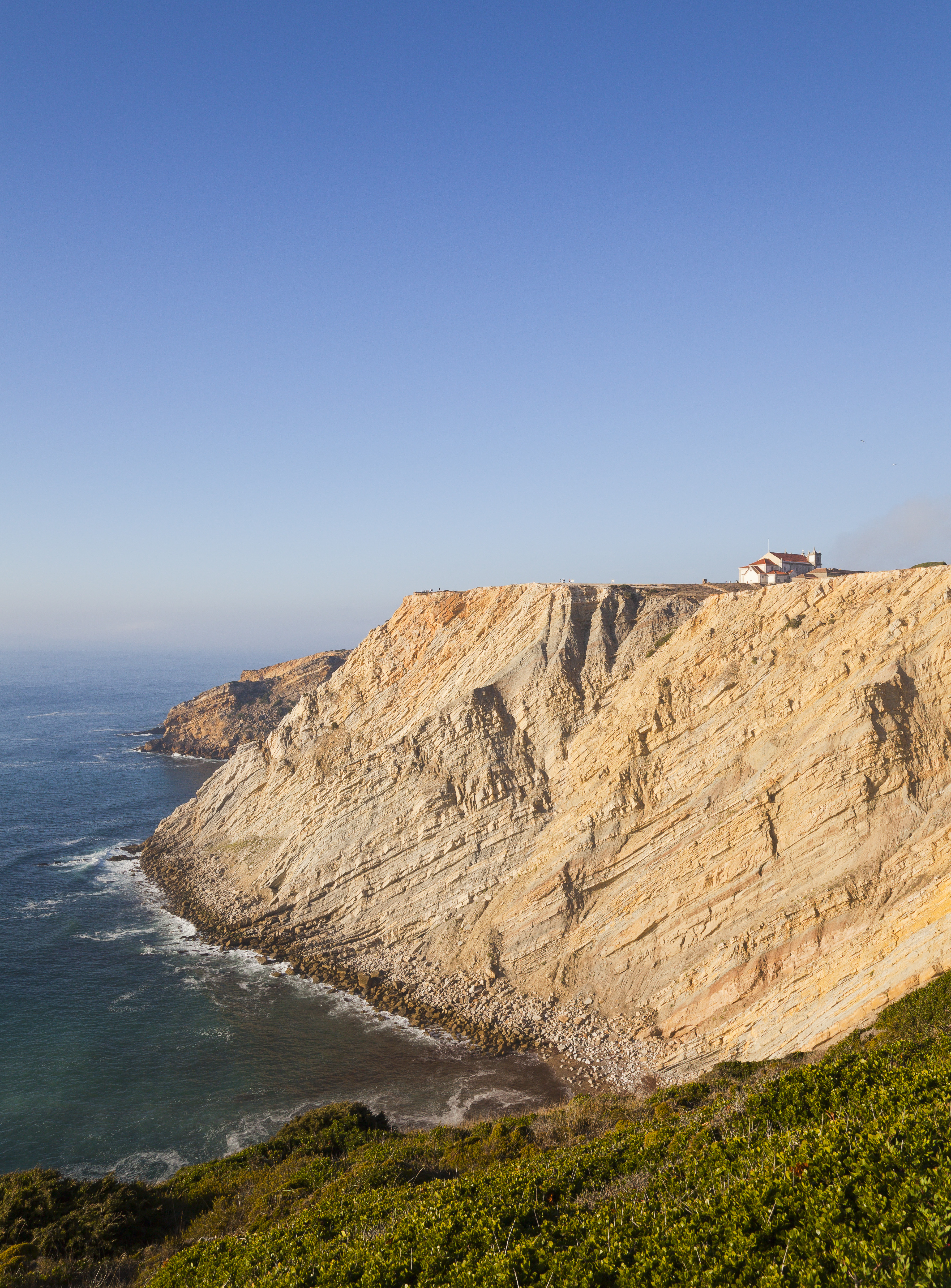
Cabo Espichel.
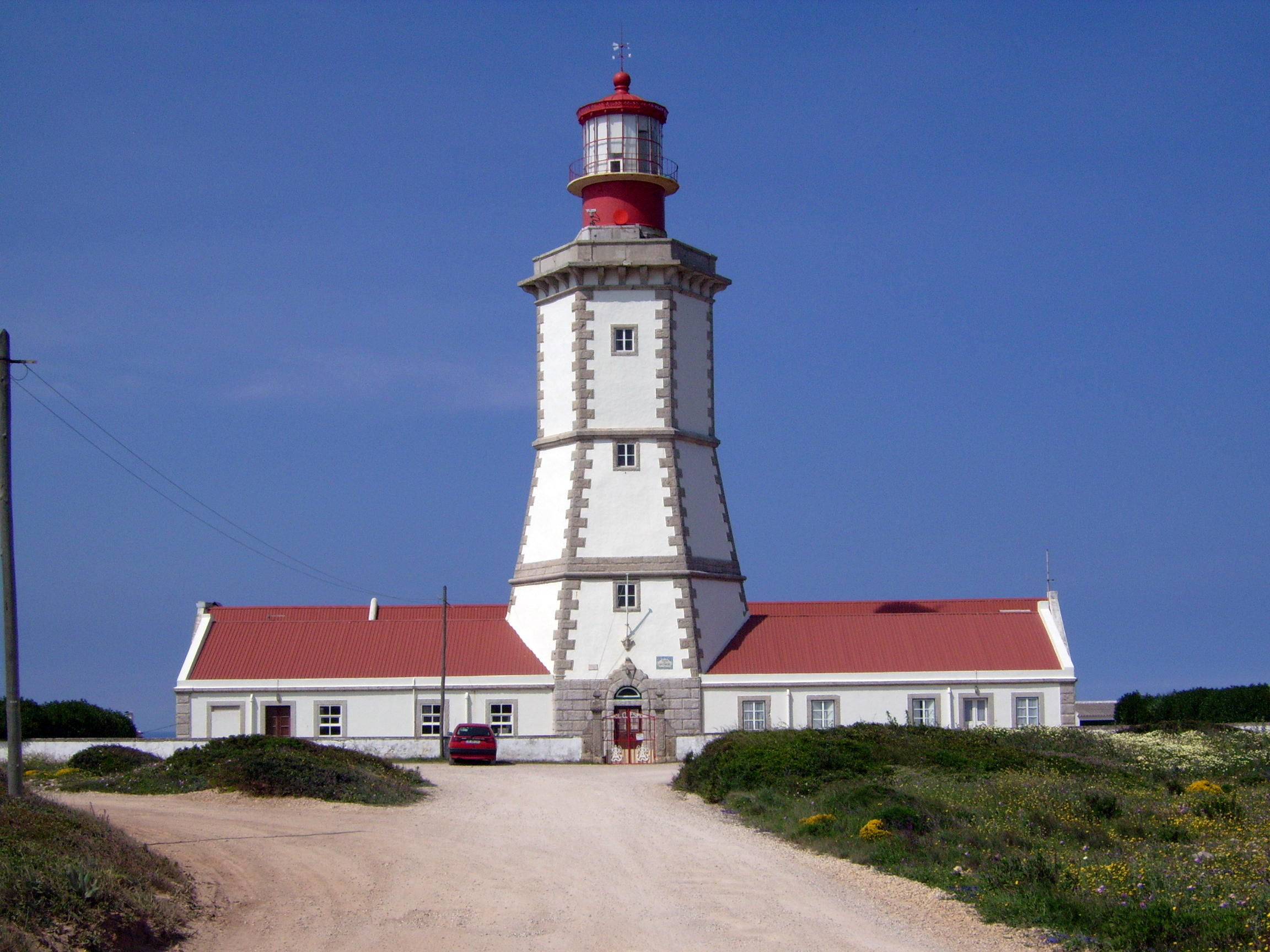
Leuchtturm
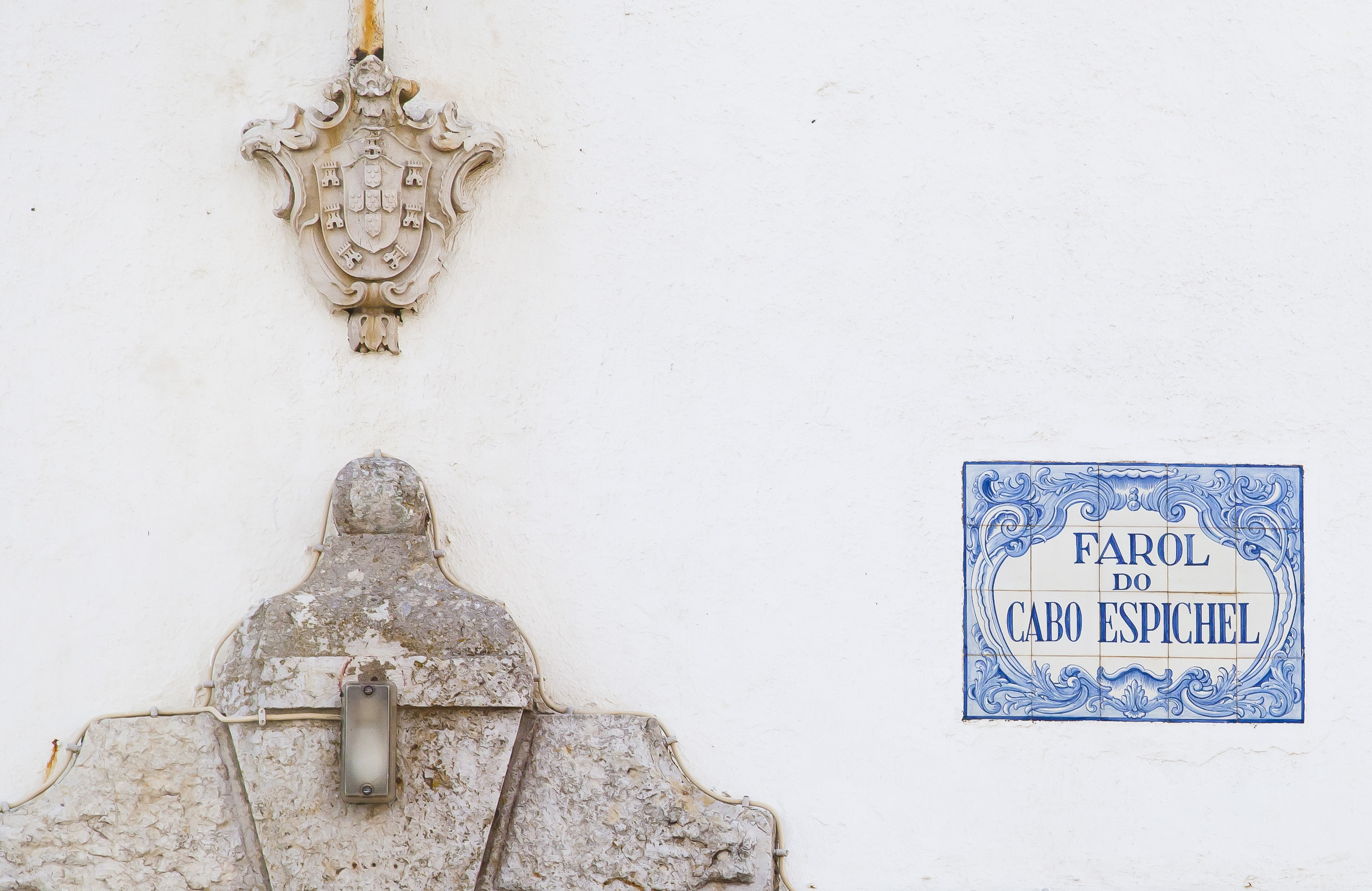
Detail am Leuchtturm
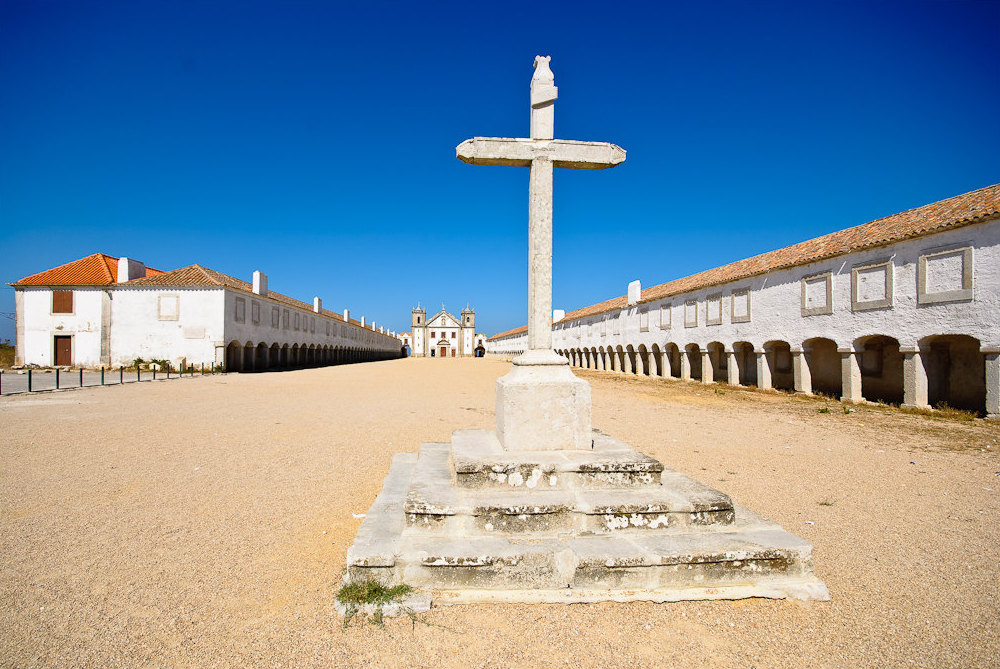
Kloster